# Geschichte der Juden in Luxemburg
Das Judentum in Luxemburg stellt zahlenmäßig mit rund 1200 Mitgliedern, also 0,23 % der Gesamtbevölkerung (Stand: 1. Januar 2016), eine konfessionelle Minderheit dar. Es ist nach der Römisch-katholischen Kirche, dem Protestantismus, der Orthodoxen Kirche und dem Islam die fünftgrößte Glaubensgemeinschaft in Luxemburg. Das Judentum spielte in der Geschichte Luxemburgs seit jeher eine bedeutende Rolle; heute ist Luxemburg das einzige Land Europas, in dem mehr Juden leben als im Jahr 1933.

## Anfänge der jüdischen Präsenz in Luxemburg
Die geographische Lage Luxemburgs war von großer Bedeutung für die Evolution der jüdischen Gemeinschaft. Luxemburg ist durch Frankreich und Deutschland von zwei Nachbarländern umgeben, die eine maßgebliche Rolle in der Geschichte des Judentums gespielt haben.
Die ersten Juden, die nach Europa einwanderten, ließen sich zur Zeit des Römischen Reiches im Rheinland nieder. Im Mittelalter gab es schon im Heiligen Römischen Reich Deutscher Nation renommierte jüdische Gemeinschaften, vor allem in der Gegend der SchUM-Städte Worms, Speyer und Mainz. Das Gleiche galt für das Königreich Frankreich in der Gegend von Metz und Troyes. In der direkten Nachbarschaft Luxemburgs gab es nennenswerte Judengemeinschaften in Trier, Thionville und Arel.
Die ersten Juden in Arel ließen 1226 und 1309 sich in der „Hütchengasse“ (luxemburgisch Hetschegaass) nieder. Um 1276 ließen sich die ersten Juden in der Stadt Luxemburg nieder. Das erste Dokument, dass die Präsenz von Juden in der Grafschaft Luxemburg beweist, stammt von 1276; es nennt einen Juden namens „Henri von Luxemburg“, welcher sich bei einem Mann aus Bartringen 53 Trierer Pfund geliehen haben soll. In der Mitte des 14. Jahrhunderts wohnten bereits mehrere Familien im Petrusstal, wo etwas später auch ein jüdischer Friedhof angelegt wurde. Dokumente, die um 1367 erschienen, erwähnen bereits die „Judengasse“ und die „Judenpforte“ der Stadt Luxemburg.
Auch die Präsenz von Juden zu dieser Zeit in anderen naheliegenden Städten wurde dokumentiert, unter anderem auch in Neuerburg (1309), in Echternach, in Ließem (1332), in La Roche-en-Ardenne (1333), in Damvillers (1945/1947), sowie in Bitburg (1334) und in Bastogne (1353).
Die Pest, die sich in den Jahren 1348/1349 in Europa rasend schnell verbreitete, sowie weitere Missstände in der Bevölkerung führten dazu, dass viele Menschen sich die Juden als Sündenbock aussuchten und es zu Übergriffen von Antijudaismus kam. So wurden sie unter anderem auch der Brunnenvergiftung und des Ritualmords beschuldigt. Karl I. von Luxemburg, König des Heiligen Deutschen Reiches, der von der Unschuld der Juden überzeugt war, versuchte, eine Eskalation der Lage zu verhindern. Während der Pestpogrome von 1349 wurden Juden ermordet bzw. aus den beiden Städten Luxemburg und Echternach vertrieben. So rief er am 24. Juli 1349 die Einwohner der Stadt Luxemburg auf, den Juden Wohlstand und Besitz zu garantieren, bis diese entweder verurteilt oder freigesprochen seien: „daz in von niemand an irm leib vnd gut dhein leit oder schade geschee, mit worten oder werken.“ Inwiefern Luxemburg in dieser Zeit von der Pest betroffen war, ist nicht genau bekannt. Jedoch weiß man, dass es unter anderem in Barrois und in Lothringen zu Epidemien kam. Nach zwischenzeitlicher Rückkehr wurden sie 1391 erneut ausgewiesen – allerdings nur kurzzeitig; 1405 durften sich einige jüdische Familien wieder niederlassen. In der Folgezeit waren sie oft Opfer von pogromartigen Angriffen, die stets auf ihr Hab und Gut abzielten, so beispielsweise in den Jahren 1444 und 1478. Die Verfolgten konnten ihr Leben nur dadurch retten, dass sie aus Luxemburg flüchteten. 1490/1492 siedelten sich erneut Juden in der Stadt an.

## 15. bis 16. Jahrhundert
Zur Zeit, als Luxemburg zu Burgundischen Niederlanden gehörte, verschlechterten sich die Lebensbedingungen der Juden zunehmend.
Die Stadt Luxemburg, die zu dieser Zeit bereits rund 2500 Einwohner zählte, lockte mit ihrer fortschrittlichen Leder- und Stoffindustrie viele Juden vom Land an, obwohl es dort keine Gesetze gab, die die Juden vor Verfolgungen geschützt hätten. Es der schlimmsten Verfolgungen fand im März 1478. Die meisten Juden verließen daraufhin die Stadt, so dass man im Jahr 1515 nur noch acht jüdische Haushalte in der Stadt Luxemburg zählt, 11 im gesamten Großherzogtum.
In den folgenden zwei Jahren verließen fast alle Juden das gesamte Herzogtum Luxemburg; der Grund für dieses plötzliche Verschwinden ist nicht genau bekannt. Die herzoglichen Archive dokumentieren weder einen Pogrom noch einen staatlichen Beschluss, der das Wegziehen der Juden erklären könnte. Ab der Mitte des 16. Jahrhunderts lebten noch vereinzelte jüdische Familien im Herzogtum Luxemburg, obwohl Juden durch einen Edikt von Karl V. im Jahr 1527 aus den Habsburgischen Niederlanden verbannt worden waren. Die seltene Erwähnung von Juden im Herzogtum Luxemburgs in den folgenden Jahrzehnten bezog sich meistens auf Durchreisende.

## Nach der Französischen Revolution
Die Französische Revolution (1789) förderte die jüdische Emanzipation; die Juden erhielten am 28. September 1791 die Bürgerrechte zugesprochen. 1798 wurde das vorherige Herzogtum Luxemburg als Département Forêts („Wälder“) zu einem Teil der Französischen Republik annexiert, so dass für Juden seitdem die französischen Gesetze und Rechte galten.
Etwas später, am 14. Juli 1795, wurde alle Sondersteuern, zu denen die Juden verpflichtet waren, abgeschafft, es kam zur absoluten Gleichberechtigung zwischen Juden und Christen. Außerdem hatten die Juden seit diesem Datum das Recht, sich überall in den Spanischen Niederlanden niederzulassen und wohnhaft zu werden. Ein am 8. September 1808 erlassenes Gesetz legte fest, dass jede Familie sich mit einem Familiennamen eintragen musste, jedoch besaßen viele Juden zu dieser Zeit nur Vor- und Vatersnamen. Dabei ergab sich, dass damals in Luxemburg 75 Juden lebten, davon 13 Männer, 15 Frauen und 47 Kinder.
Die Anzahl der Juden stieg relativ schnell an, unter anderem auch weil sich die Juden aus der luxemburgischen Gegend mit Gemeinschaften aus Lothringen und Deutschland zusammengeschlossen hatten. 1817 wurde der erste Judenfriedhof im Stadtteil Clausen eingeweiht. Anfang des 19. Jahrhunderts entstand in Luxemburg auch der Bedarf an einem jüdischen Glaubenszentrum. 1821 kaufte die jüdische Gemeinschaft ein Haus in der „Rue du Séminaire“, welches als Nationalgut zur Zeit der Französischen Revolution an die Stadt Luxemburg verkauft wurde. In diesem Haus entstand die erste luxemburgische Synagoge, die 1823 offiziell eingeweiht wurde. Diese konnte etwa hundert Leute aufnehmen und stand anfangs unter der Leitung von Pinhas Godchaux (1800–1871).

## 19. Jahrhundert bis 1933

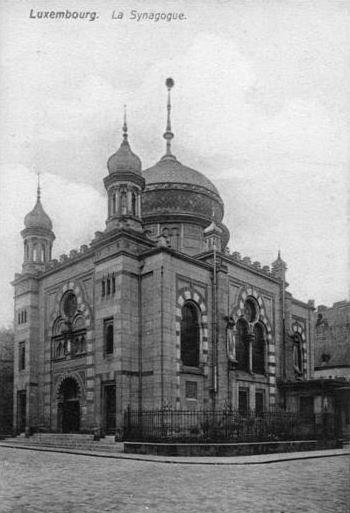
Neue / zweite Synagoge in Luxemburg (1894–1943)

Die Eröffnung der ersten Synagoge in Luxemburg stellt einen wichtigen Wendepunkt in der Geschichte der Juden in Luxemburg dar. Seit der Unabhängigkeit Luxemburgs im Jahr 1839 war das jüdische Konsistorium Luxemburgs eine unabhängige Institution geworden, deren Mitglieder vom Ministerium gewählt wurden.
Nach Ausbruch des Deutsch-Französischen Kriegs 1870 und nach der Annexion Lothringens und des Elsasses durch das Deutsche Reich 1871 zogen viele Juden nach Luxemburg. Bald war die 1823 erbaute Synagoge zu klein für die gewachsene Gemeinde. Schon 1876 begann man, den Bau einer neuen Synagoge vorzubereiten. Die alte Synagoge wurde mitsamt Grundstück der Stadt Luxemburg zurückgegeben, im Gegenzug erhielt die jüdische Gemeinde ein neues Grundstück zwischen der Avenue de la Porte Neuve und der Rue Aldringen.
Der Synagogen-Neubau wurde von luxemburgischen und belgischen Juden sowie zum Teil auch vom luxemburgischen Staat finanziert. Zunächst erstellte der renommierte deutsche Architekt Ludwig Levy einen Entwurf. Die Ausführung erfolgte dann jedoch nach Plänen des luxemburgischen Staatsarchitekten Karl Arendt im neo-orientalischen Stil. Der Grundstein wurde im Juli 1893 gelegt, eingeweiht wurde das Gebäude am 28. September 1894. Zu dieser Zeit war Isaac Blumenstein der Rabbiner der luxemburgischen Synagogengemeinde, Präsident des Konsistoriums war Louis Godchaux, ein luxemburgischer Unternehmer.

## 1933–1940
Die Anzahl der Juden in Luxemburg stieg zwischen 1927 und 1935 von 1717 auf 3144. Nach 1933, zur Zeit des Nationalsozialismus, flüchteten viele deutsche Juden vor den Nazis nach Luxemburg, das in den 1930er-Jahren zu einem wichtigen europäischen Asyl- und Durchreiseland für Juden wurde. Die luxemburgische Regierung griff auf ein Gesetz vom 28. Oktober 1920 zurück, das ihr die Absetzung von politischen Flüchtlingen und Antifaschisten über die Grenze ermöglichte.
Vor der Invasion Luxemburgs durch die deutsche Wehrmacht am 10. Mai 1940 lebten ungefähr 3700 Juden in Luxemburg.

## 1940–1945

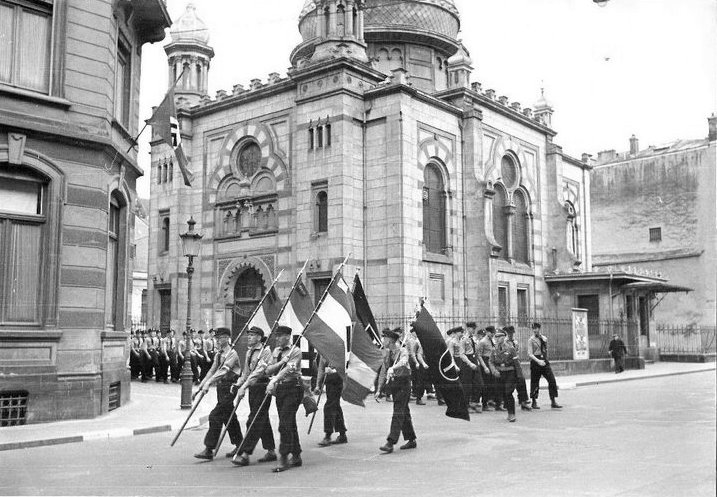
Nazi-Aufmarsch vor der Synagoge, um 1941/42

Am 20. Mai 1940, zehn Tage nach der Invasion Luxemburgs durch die Wehrmacht, ordnete die militärische Verwaltung in Luxemburg die Beschlagnahmung aller Rohstoffe, Lebensmittel und Edelmetalle, die sich in jüdischem Besitz befanden, an. Am 2. August 1940 wurde Gustav Simon durch Führererlass zum Chef der Zivilverwaltung (CdZ) im CdZ-Gebiet Luxemburg ernannt; unter dessen Verantwortung wurden alle weiteren Maßnahmen gegen die jüdische Bevölkerung geplant und durchgeführt. Am 10. Mai 1940 wurden rund 1000 Juden angesichts der Kriegshandlungen mit der Zivilbevölkerung des Südens nach Südfrankreich evakuiert. Die Regierung untersagte ihnen die Rückkehr. Danach verließen weitere 1000 Juden das Land, die meisten davon in die französische Zone libre, weitere unter anderem nach Belgien. Nur etwa 500 gelangten in die Schweiz, nach Kuba, Argentinien oder in die Vereinigten Staaten.
Die Nürnberger Gesetze wurden am 5. September 1940 ebenfalls in Luxemburg umgesetzt, mit denselben Maßnahmen gegen Juden wie in Deutschland. Alle in Luxemburg lebenden Juden mussten eine Behauptungserklärung abgeben. Jeder, der ein Unternehmen besaß, war verpflichtet, sein Unternehmen jederzeit zu verkaufen. Ab dem 1. Oktober 1940 wurden die Juden gezwungen, ihr gesamtes Geld auf Bankkonten an die Nazis zu übergeben. Zudem konfiszierte die Gestapo bei Überfällen Schmuck, Fahrräder, Schreibmaschinen, Kameras, Radios und sogar warme Kleidung (im Winter 1942) und Seife. Die Kleider wurden alle an die Wehrmacht verkauft.
Am 22. Oktober 1940 wurde die Ettelbrücker Synagoge verwüstet. Im Mai 1941 wurde die Synagoge der Stadt Luxemburg durch die Gestapo geschlossen, entweiht und anschließend abgerissen, was bis zum Herbst 1943 andauerte. Am 3. Juni 1941 erlitt die Escher-Synagoge dasselbe Schicksal. 350 meist ältere Jüdinnen und Juden wurden ab 1941 in ein leerstehendes Kloster in Fünfbrunnen im Norden des Landes verbracht, das unter der Tarnbezeichnung „Jüdisches Altersheim Fünfbrunnen“ als Sammellager funktionierte. Am 7. Februar 1941 wurde ein Gesetz erlassen, wonach der gesamte Besitz derjenigen, die 1940 oder früher ausgewandert waren, konfisziert wurde. Ab dem 18. April 1941 galt dies auch für die Juden, die noch in Luxemburg lebten. Das Beschlagnahmte wurde von der NSDAP verkauft. Ein Teil des Geldes wurde verwendet, um die Germanisierungspolitik in Luxemburg zu finanzieren, das Gau Moselland. Im November 1941 wurden alle jüdischen Organisationen aufgelöst und über 35.000 Reichsmark konfisziert.
Im Oktober 1941 wurde ein Auswanderungsstopp verhängt. Zu dieser Zeit lebten in Luxemburg bis zu 700 Juden. Am 16. Oktober 1941 verließ der erste Deportationszug den Bahnhof Luxemburg, in dem 513 (davon 323 aus Luxemburg und 179 aus dem Raum Trier und Wittlich) in das Ghetto Litzmannstadt deportiert wurden, wovon nur 13 überlebten.
Danach wurden bis Juni 1943 über 300 weitere Juden aus Luxemburg ins Ghetto Izbica, das Ghetto Theresienstadt oder in das Vernichtungslager KZ Auschwitz-Birkenau deportiert. Auch von den nach Frankreich und Belgien Geflüchteten wurden mehr als 600 aufgegriffen und in der Regel in Auschwitz vergast, nur 36 Juden überlebten. Von den 3.500 Juden, die 1939 in Luxemburg ansässig waren beziehungsweise sich hier aufhielten, überlebten 1555, meist in der Emigration. Fast 1.500 fielen der Schoah zum Opfer.
Gegen mehr als 5.000 luxemburgische Staatsbürger erging nach dem Krieg Anklage wegen Kollaboration; acht Beschuldigte wurden zum Tode, ca. 2.000 wurden zu Gefängnisstrafen verurteilt. Darunter waren nur sehr wenige Anklagen im Zusammenhang mit der Judenverfolgung.

## Nach dem Zweiten Weltkrieg
Nach dem Krieg wurde ein neues israelisches Consistoire gegründet, Präsident war Edmond Marx. Dieses Consistoire hat das jüdische Leben neu strukturiert. Am 28. Juni 1953 wurde die 3. Synagoge in Luxemburg-Stadt eröffnet und am 17. Oktober 1954 eine weitere Synagoge in Esch an der Alzette. 1956 wurde das Widerstands-Museum Musée National de la Résistance et des Droits Humains in Esch eröffnet. 1958 wurde das jüdische Denkmal der ehemaligen jüdischen Gemeinde Medernach wiederentdeckt, die unter der Herrschaft des Nationalsozialismus vollständig vernichtet worden war.
In der Wirtschaft haben jüdische Familien eine wichtige Rolle gespielt, z. B. die Familien Godchaux, Geyershöfer, Bonn, Cahen, Rosenstiel, Sternberg.
Zum Gedenken an die Shoah in Luxemburg wurde im Juli 1969 ein von Lucien Wercollier entworfenes Denkmal in Fünfbrunnen eingeweiht. Die fünf Granitblöcke stammen aus dem ehemaligen Konzentrationslager Natzweiler-Struthof im Elsass.
Erst im Juli 1998 wurde durch die Verfassung der "Culte Israélite du Luxembourg" anerkannt.
Der 2012 von der Luxemburger Regierung in Auftrag gegebene Artuso-Bericht beleuchtete die Kollaboration der Luxemburger Behörden in der „Judenfrage“. Er sollte 2013 zu einer offiziellen Entschuldigung des Parlaments und der Regierung führen.
Ein Denkmal zur Erinnerung an die Opfer der Schoah wurde am 17. Juni 2018 in der Stadt Luxemburg eingeweiht. Das Denkmal erinnert an die Verfolgung und Deportation sowie Ermordung von einheimischen und nach Luxemburg während der nationalsozialistischen Diktatur geflüchteten Juden. 75 Jahre zuvor, am 17. Juni 1943, hatte der letzte Deportationszug mit Juden Luxemburg verlassen.

## Bildergalerie

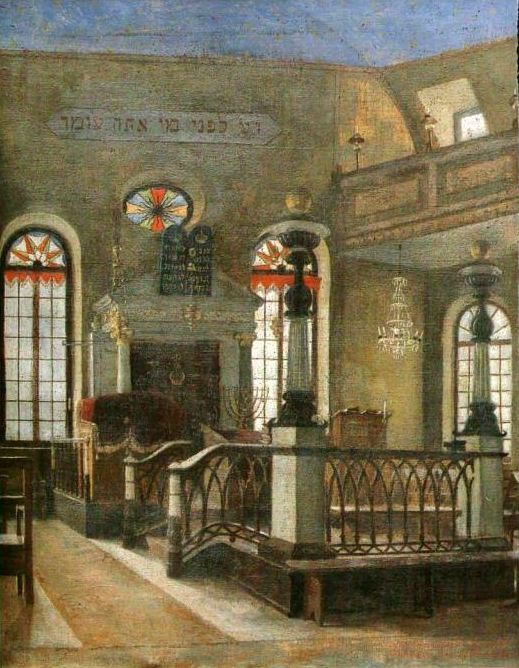
1. Synagoge (1823–1891)
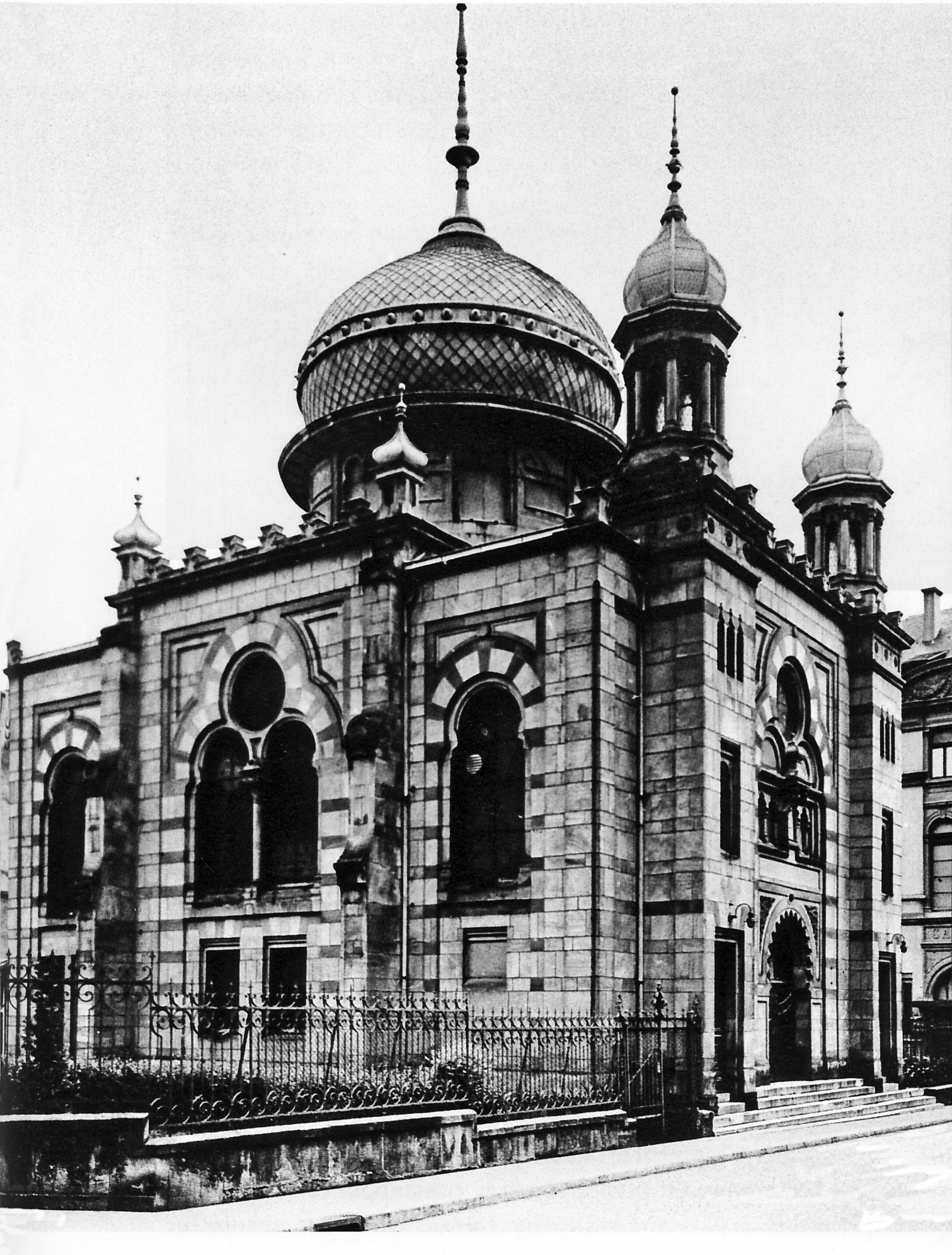
2. Synagoge (1894–1943)
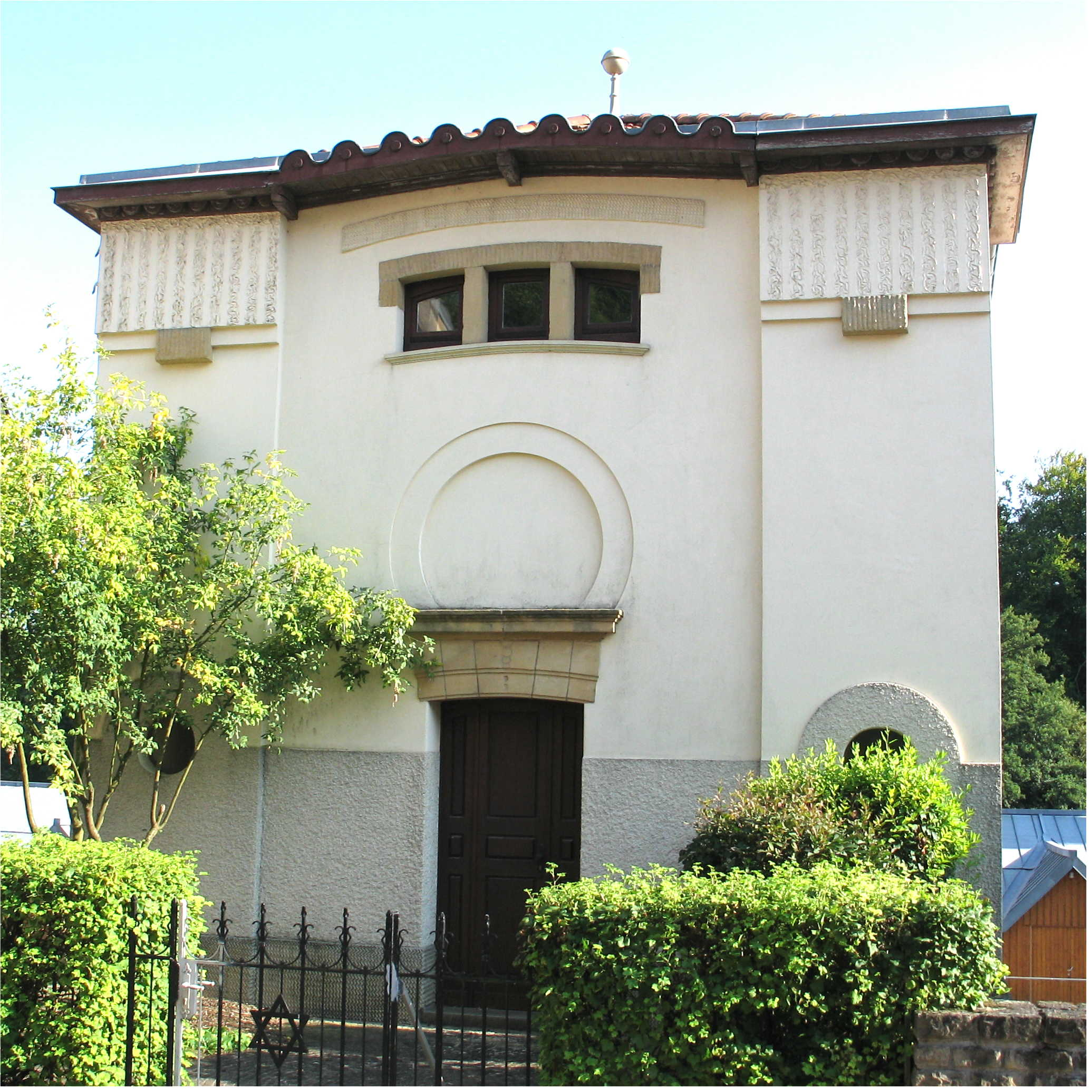
Synagoge Munneref (1907)
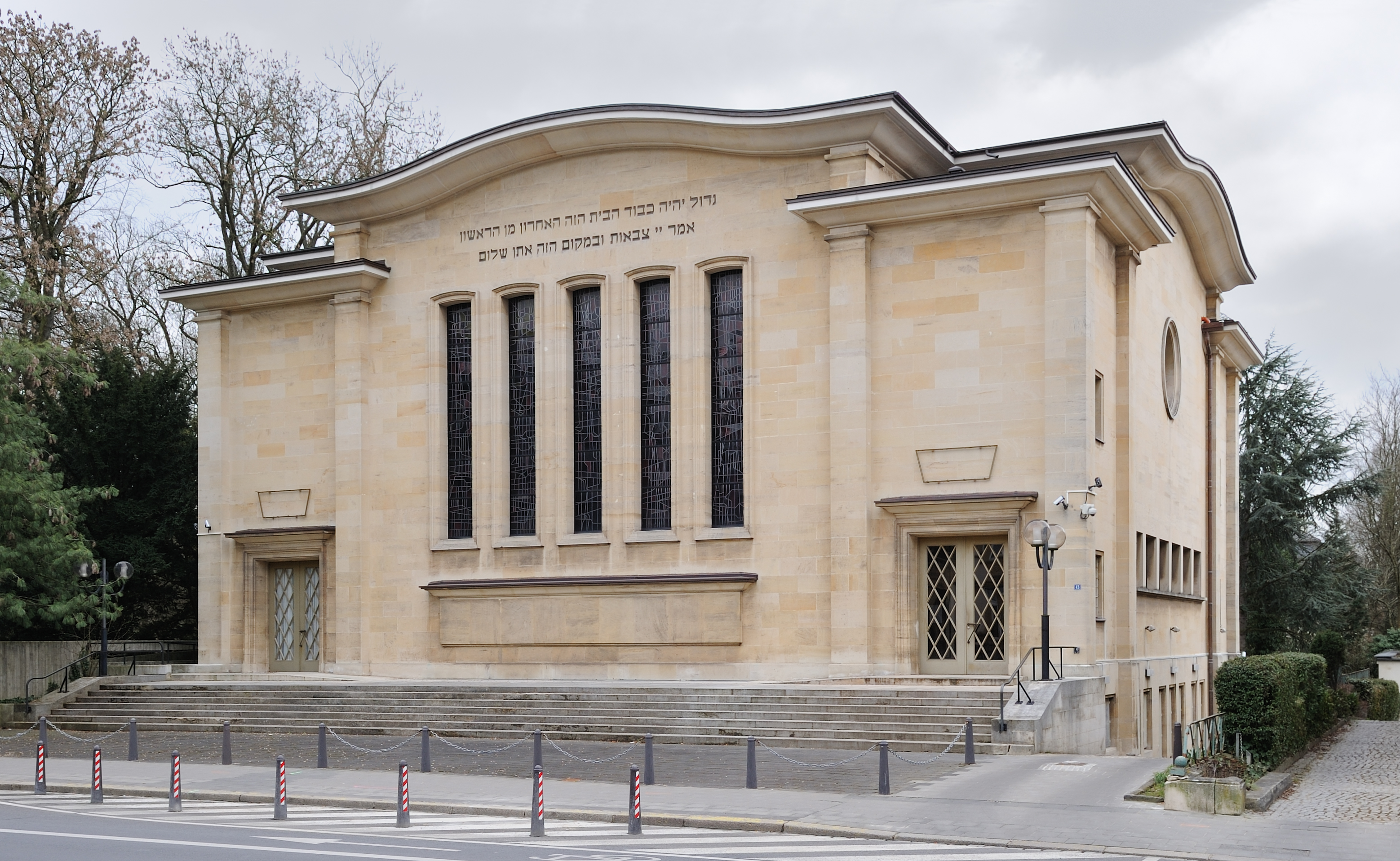
3. Synagoge der Stadt Luxemburg (1953)

## Friedhöfe
Auf luxemburgischen Staatsgebiet befinden sich insgesamt fünf jüdische Begräbnisstätten: Der alte Friedhof im Luxemburger Stadtteil Clausen und der neue im Stadtteil Limpertsberg, zudem die jüdischen Friedhöfe in Esch-sur-Alzette, in Ettelbrück und in Grevenmacher.

## Modernes jüdisches Leben
In Luxemburg gibt es einen koscheren Lebensmittelladen, die Boulangerie Philip, die etwa dreißig Familien, die die Kashrut beachten, betreut. Die Gottesdienste in der Hauptsynagoge folgen dem modernen orthodoxen Ritual und werden auf Französisch und Hebräisch vom in Marokko geborenen Joseph Sayagh durchgeführt, der der erste sephardische Rabbiner in der Luxemburger Geschichte ist. Chadash (hebräisch חד״ש), eine kleine Reformgemeinde, wurde 1998 von Betty Preston, einem amerikanischen Auswanderer, gegründet. Die Synagoge verfügt über 35 erwachsene Mitglieder und 15 Kinder, allesamt Expatriaten. Chadash veranstaltet einmal im Monat einen Shabbat-Gottesdienst im örtlichen Baha'i-Center und Rosch-ha-Schana-Gottesdienste im Hilton Hotel. Ein Rabbiner kommt jedes Jahr aus England, um die Gottesdienste an den hohen Feiertagen zu leiten. In Luxemburg gibt es keinen gewalttätigen Antisemitismus, jedoch existiert eine gewisse Fremdenfeindlichkeit.